# فرانچسکو د سانتیس (معمار)
 فرانچسکو د سانتیس (ایتالیایی: Francesco de Sanctis؛ ۱۶۷۹ – ۱۷۳۱) یک معمار اهل ایتالیا بود.

## نگارخانه

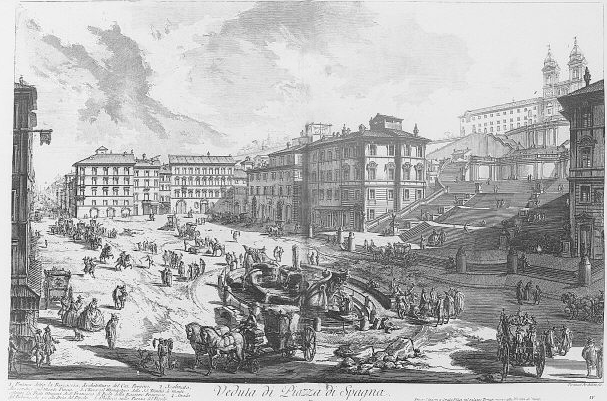
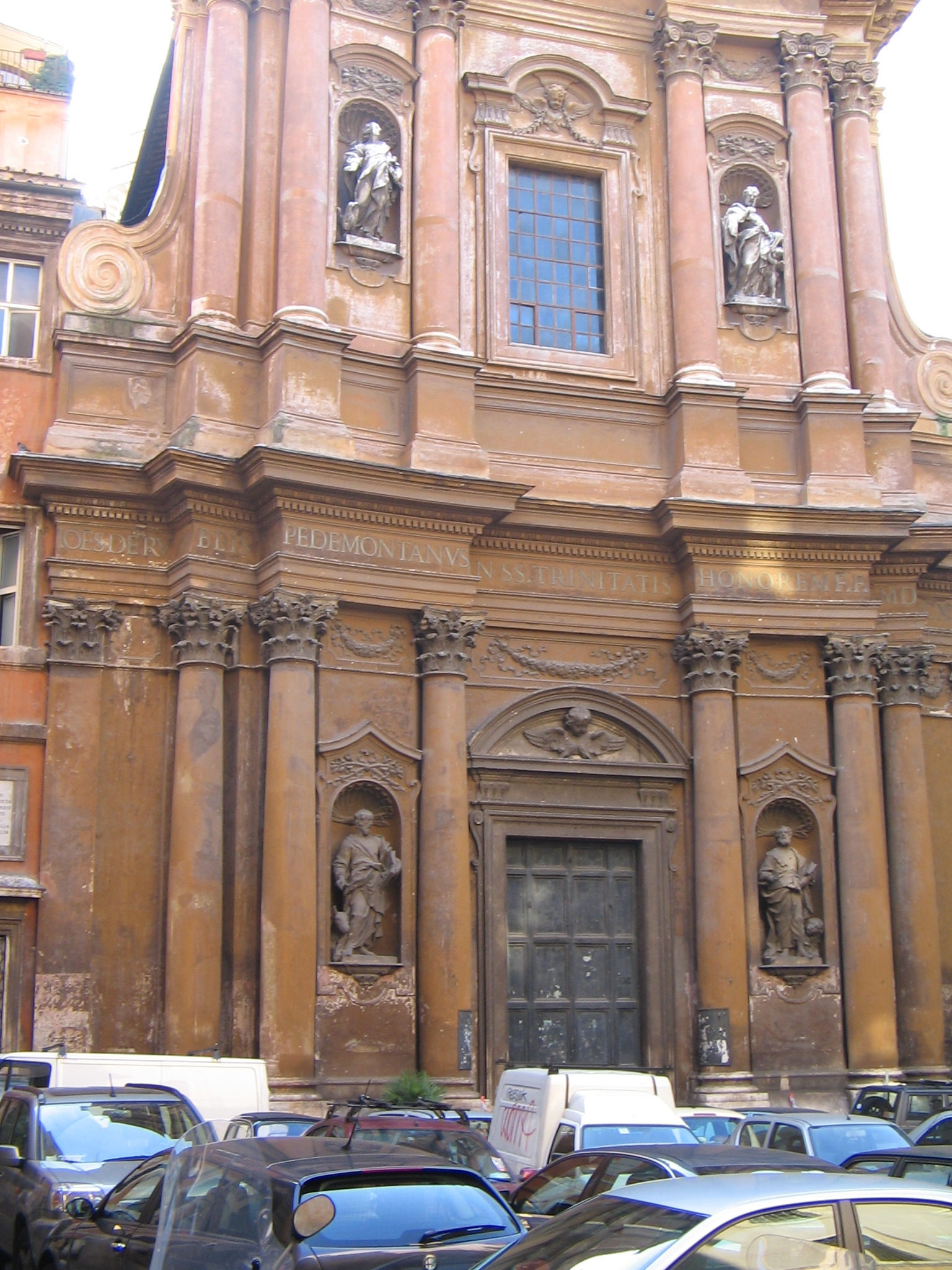
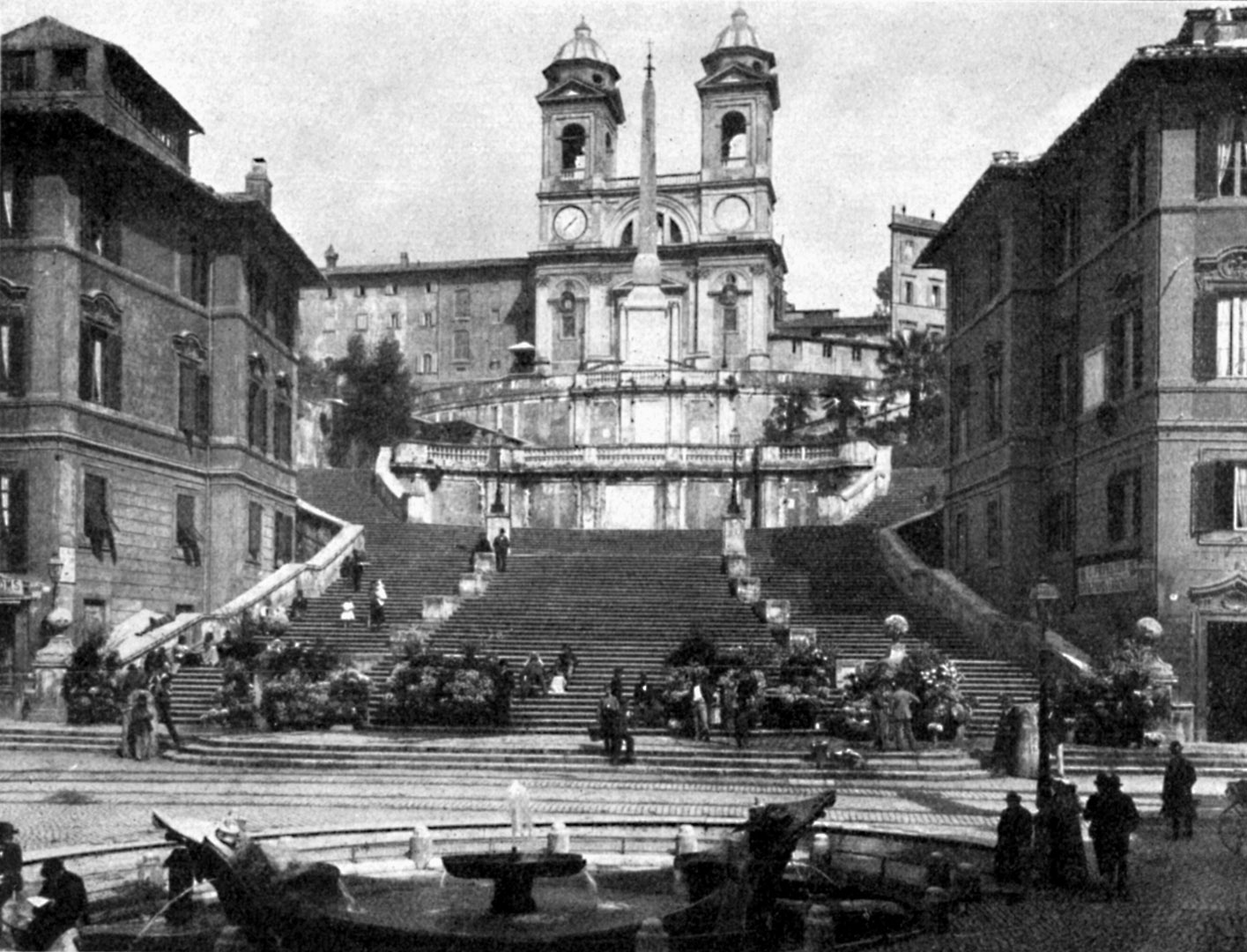